# Клеменс Краус
Клеменс Краус (нім. Clemens Krauss; 31 березня 1893, Відень — 16 травня 1954, Мехіко) — австрійський диригент. Один з найвидатніших виконавців музики Ріхарда Штрауса.

## Біографія
Клеменс Краус почав свою кар'єру в театрі міста Брно, де у 1913 році відбувся його диригентський дебют. Після Брно диригував в Ризі (1913—1914), Нюрнберзі (1915), Щецині (1916—1921). У 1921 році став диригентом оперного театру міста Грац, а в 1922 році — диригентом Віденської державної опери. Надалі працював у Франкфурті-на-Майні (1924—1929); був директором Віденської державної опери (1929—1934); музичним керівником Баварської державної опери в Мюнхені (1937—1944), а також її художнім керівником (з 1938). Згодом був генеральним інтендантом Зальцбурзького фестивалю. У 1953 році взяв участь в Байройтському фестивалі, де диригував циклом «Перстень Нібелунга».
Краус був другом Ріхарда Штрауса і видатним виконавцем його музики. Він також є автором лібрето опери Штрауса «Капричіо».
Він багато співпрацював з Віденським філармонічним оркестром; є засновником традиції проведення Новорічних концертів у Відні. У Відні також займався викладанням, серед його учнів — польський композитор Альфред Градштейн.